# Manuel Alba Blanes
Manuel Alba Blanes (Almodóvar del Río, Córdoba, 1903 - d. Pozoblanco, Córdoba, 1937) fue un jornalero, músico, poeta y dramaturgo español, fundador del Ateneo Popular de Almodóvar del Río.

## Biografía
Presidente fundador del Ateneo Popular de Almodóvar del Río (1925) y su último alcalde republicano. Durante la guerra civil española, fue comisario político del batallón Fermín Salvochea y de la columna Andalucía-Extremadura.  

## Obra
Un intelectual autodidacta, un activista cultural y político, comprometido con su pueblo y con el pueblo, defensor de la libertad y del universalismo humanista más allá de la concepción de clase. En 1928 escribió el drama popular Entre dos fuegos. Extraído de Entre dos fuegos. Drama en tres actos, divididos en siete cuadros, Manuel Alba Blanes. Introducción de Antonio Manuel Rodríguez Ramos y Manuel Carmona Jiménez. 

## Homenajes
El 14 de abril de 2016, con motivo de la I Jornada de la Memoria Histórica de Almodóvar del Río, se entregó el primer premio "Alcalde Manuel Alba" con el que se distingue a los almodovenses ilustres que lucharon por la libertad democrática en la guerra civil española. El Ateneo Popular creó un premio con su nombre para reconocer a quienes han defendido la libertad de pensamiento con su actitud vital y profesional. Lo han recibido Jesús Vigorra y Jesús Quintero.  